# شرکت اشنایدرز بیکری

صفحه عنوان اشنایدرز بیکری.

شرکت تولیدی اشنایدرز بیکری ( انگلیسی : Schneider's Bakery Productions، Inc ) به معنی نانوایی اشنایدر یک شرکت غیر اسپانیایی از شرکت تولیدی تولین رابین است. این شرکت توسط دن اشنایدر که خود او رئیس آن است تأسیس شده‌است.
آرم این شرکت که از یک اجاق گاز سبز و سفید تشکیل شده‌است که درحالی که در اجاق گاز در حال بازشدن است نوشته اشنایدرز بیکری روی آن نمایان می‌شود و به انتهای حرف "Y" یک نوار فیلم امتداد یافته‌است و صدای خود دن اشنایدر شنیده می‌شود که می گوید : "هوووم"، گفته می‌شود که در سریال آی کارلی در قسمت من سم را یک دختر واقعی می کنم در قسمت اول از تکنولوژی دن وارپ ( خود دن اشنایدر ) استفاده شده‌است. دن وارپ شامل انتهای فیلم می‌شود که برای حساب‌های تویتر، فیس بوک، بلاگ اسپات، یوتیوپ، و تی وی دات کام است که اخبار محصولات و چیزهای جالب دیگر را بروزرسانی می‌کند.
سریال‌های تولید شده تحت بنر شرکت اشنایدرز بیکری برای استفاده یکسان در همان سریال‌ها با همان نویسندگان است، و این برای سریال‌های نمایشنامه‌ای به خصوص سریال‌های کمدی غیرعادی است که توسط نویسنده همان تولید شده باشد، در بین نویسندگان اشنایدرز بیکری آندرو هیل نیومن، جورج دوتی چهارم، و جیک فرو مهمترین نویسندگان این شرکت هستند که در بیشتر سریال‌های تولیدی این شرکت کار می‌کنند. مدیرانی همچون استیو هوفر و روس رینسل همچنین از کسانی هستند در بیشتر قسمت‌ها تحت بنر شرکت اشنایدرز بیکری کار می‌کنند.

## محصولات
| نمایش        | سال‌های پخش شده | سال‌های تولید | تعداد قسمت‌های تولید شده | وضعیت                   |
| ------------ | -------------- | ------------ | ----------------------- | ----------------------- |
| دریک و جاش   | ۲۰۰۴–۲۰۰۷      | ۲۰۰۳–۲۰۰۶    | ۵۷                      | پایان یافته             |
| زوی ۱۰۱      | ۲۰۰۵–۲۰۰۸      | ۲۰۰۴–۲۰۰۷    | ۶۵                      | پایان یافته             |
| آی کارلی     | ۲۰۰۷-اکنون     | ۲۰۰۷–اکنون   | ۷۱                      | در حال پخش              |
| همه‌اش        | ۱۹۹۴–۲۰۰۵      | ۱۹۹۴–۲۰۰۵    | ۱۸۱                     | پایان یافته             |
| ویکتوریوس    | ۲۰۱۰–اکنون     | ۲۰۰۹–اکنون   | ۲۰                      | سریال جدید (در حال پخش) |
| نمایش آماندا | ۱۹۹۹–۲۰۰۲      | ۱۹۹۹–۲۰۰۲    | ۴۶                      | پایان یافته             |
| کنان و کل    | ۱۹۹۶–۲۰۰۰      | ۱۹۹۵–۲۰۰۰    | ۶۲                      | پایان یافته             |

| دریک وجاش به هالیوود می روند       | ۲۰۰۵      | ۲۰۰۶ |                       |
| آی کارلی : رفتن به ژاپن            | ۲۰۰۸      | ۲۰۰۸ |                       |
| کریسمس مبارک، دریک و جاش           | ۲۰۰۸      | ۲۰۰۸ |                       |
| دریک و جاش : میگوی واقعی بزرگ      | ۲۰۰۶      | ۲۰۰۷ |                       |
| زوی ۱۰۱ : شکستن بهار               | ۲۰۰۵      | ۲۰۰۶ |                       |
| آی کارلی : جنگیدن با شلبی مارکس    | ۲۰۰۸      | ۲۰۰۹ |                       |
| زوی ۱۰۱ : نفریم پی سی ای           | ۲۰۰۶      | ۲۰۰۷ |                       |
| زوی ۱۰۱ : خداحافظ زوی              | ۲۰۰۷      | ۲۰۰۸ |                       |
| زوی ۱۰۱ : تعقیب زوی                | ۲۰۰۷      | ۲۰۰۸ |                       |
| آی کارلی : قرارملاقات با یک پسر بد | ۲۰۰۸/۲۰۰۹ | ۲۰۰۹ | این فیلم دو قسمتی بود |
| آی کارلی : اخراج از آی کارلی       | ۲۰۰۹      | ۲۰۰۹ |                       |
| همه‌اش : دهمین سالگرد انجمن ویژه    | ۲۰۰۵      | ۲۰۰۵ |                       |
| دو سر بهتر از یکیه                 | ۱۹۹۹      | ۲۰۰۰ |                       |
| آی کارلی : بیمار روانی             | ۲۰۰۹      | ۲۰۱۰ |                       |